# Гельмут Елльменрайх
Гельмут Елльменрайх (нім. Helmut Ellmenreich; 16 липня 1913, Кассель — 5 липня 1943, Атлантичний океан) — німецький офіцер-підводник, капітан-лейтенант крігсмаріне.

## Біографія
5 квітня 1935 року вступив на флот. З грудня 1939 року — вахтовий офіцер на допоміжному крейсері «Оріон». В жовтні 1941 року переданий в розпорядження командування ВМС «Схід». В лютому-листопаді 1942 року пройшов курс підводника і командирську практику на підводному човні U-130. З 23 грудня 1942 року — командир U-535. 25 травня 1943 року вийшов у свій перший і останній похід. 5 липня U-535 був потоплений в Північній Атлантиці північно-західніше Ла-Коруньї (43°38′ пн. ш. 09°13′ зх. д.) глибинними бомбами британського бомбардувальника «Ліберейтор». Всі 55 членів екіпажу загинули.

## Звання
- Кандидат в офіцери (5 квітня 1935)
- Морський кадет (25 вересня 1935)
- Фенріх-цур-зее (1 липня 1936)
- Оберфенріх-цур-зее (1 січня 1938)
- Лейтенант-цур-зее (1 квітня 1938)
- Оберлейтенант-цур-зее (1 жовтня 1939)
- Капітан-лейтенант (1 липня 1942)

## Нагороди
- Медаль «За вислугу років у Вермахті» 4-го класу (4 роки)
- Залізний хрест 2-го класу (1940)
- Нагрудний знак допоміжних крейсерів (1941)